# 倉持武志
倉持 武志（くらもち たけし、1981年8月11日 - ）は、日本の実業家、芸術教育学者、作曲家。
INSPIONグループ代表。株式会社INSPION代表取締役、音思彼恩股份有限公司（台湾）董事長、株式会社INSPIONエデュケーション代表取締役、株式会社INSPIONエッジ代表取締役、株式会社INSPIONエージェンシー代表取締役。芸術教育学者として、東邦音楽大学フェロー、東京工芸大学特別講師を務め、自身の経営するGuppa!音楽教室では、音楽を通じた芸術研鑽教育の研究と実施を行っている。

## 経歴

### 生い立ち
千葉県浦安市生まれ。1981年、ピアニストである母の元に生まれ、幼少期よりピアノ、チェロ、トランペットをはじめた。東邦音楽大学附属東邦高等学校トランペット専攻学科を経て、東邦音楽大学音楽療法学科卒業。在学中オーストリアウィーンへ研修留学。音楽療法を、ウィーン国立音楽大学教授ANGELIKA TEICHIMANNに師事。スロヴァキアでは、トランペットでスロヴァキアフィルと共演している。2006年、KONAMIに入社。サウンドクリエイターとして数々の作品に楽曲を提供した。2015年独立後も、しまじろうコンサート（ベネッセコーポレーション）の作曲をはじめとする国内外のプロジェクトの音楽を手がけ、音楽家として活動した。

### 起業・経営
音楽家としての活動と同時に、2016年に芸術価値の再定義と芸術教育の研究と実施を目的とした、株式会社IZENEを設立。 音楽大学を中心とした研究機関との芸術教育の研究を進め、自社で運営するオトノアジト音楽教室をオープン。関東を中心に展開し、音楽を通じた次世代型芸術教育を実施している。2018年には、サウンドプロダクション株式会社INSPIONを設立。2019年に株式会社INSPIONの子会社として音思彼恩股份有限公司を台湾に設立し、2020年には国内最大規模のサウンドプロダクションとなった。同年に、声優プロダクションINSPIONエージェンシーを設立している。2021年にアニメ音響制作専門の株式会社INSPIONエッジを設立。

### 教育学者
教育研究の分野では、芸術教育の研究活動について、2016年9月に産経新聞ビジネスアイ、2017年11月には朝日新聞にて倉持の特集が掲載される。2017年より東邦音楽大学フェロー、2018年より東京工芸大学特別講師として活動し、音楽を通じた芸術教育の実施・研究を行っている。
サウンドクリエイトの分野では、INSPION独自のサウンドクリエイター育成プログラムを開発し、台湾の台北城市科技大學にてINSPIONカリキュラムを実施、サウンドクリエイターを育成している。

## 主な作品

### コンサート
- しまじろうコンサート
- しまじろうとクリスマスのねがいごと
- こどものためのクラシックコンサート（one day one music）

### 音楽作品
- COMPOSERS（KONAMI、2010年1月28日）
- TF BOYS
- 信仰之名

### ゲーム
- 大乱闘スマッシュブラザーズ SPECIAL (編曲)
- キャサリン・フルボディ（サウンドプロデュース）
- アナザーエデン 時空を超える猫 第2部 東方異象編 「時の女神の帰還」
- アナザーエデン 時空を超える猫「IDAスクール編III 導きの果実と電影の迷い子」
- ゴッドイーター3
- バイオハザード RE:2
- FINAL FANTASY RECORD KEEPER
- FINAL FANTASY XV MULTIPLAYER: COMRADES
- Hardcore Mecha
- 魔女兵器
- Cytus II
- 太鼓の達人イエロー Ver.
- 太鼓の達人ブルーVer.
- ウマ娘 プリティーダービー プリティーダービー STARTING GATE 06